# Charlotte Cooper
Charlotte Reinagle Cooper (Ealing (Middlesex, Engeland), 22 september 1870 – Helensburgh (Schotland), 10 oktober 1966) was een tennisspeelster uit Engeland. Ze werd geboren in Ealing, Middlesex, waar zij als jongedame lid was van de Ealing Lawn Tennis Club. Zij won de eerste van in totaal vijf Wimbledon-titels in 1895. Cooper droeg bij het uitoefenen van haar sport een enkellange jurk, geheel volgens de toen geldende victoriaanse normen. Een jaar later wist zij voor de tweede maal te winnen en in 1898 voor de derde keer.
Cooper oogde als een lange, slanke, elegante vrouw maar was een bedrieglijk sterke atleet, die als eerste vrouw een olympische titel wist te veroveren: zij won het enkelspel bij de Olympische Spelen van 1900 in Parijs. Dit waren de eerste Spelen waaraan vrouwen mochten deelnemen. Zij won tijdens de Spelen ook nog een tweede gouden medaille, samen met Reginald Doherty, bij het gemengd dubbelspel.
Op 12 januari 1901 trouwde Cooper met haar tennismaatje, de advocaat Alfred Sterry. In datzelfde jaar wist zij haar vierde Wimbledontitel te veroveren. In 1902 won zij samen met Agnes Morton het dubbelspeltoernooi van de All England Club – dat toernooi had toen nog niet de officiële Wimbledon-status.
Nadat zij er een poosje tussenuit was geweest om voor haar gezin te zorgen, keerde zij weer terug als actieve tennisspeelster en in 1908 won zij op zevenendertigjarige leeftijd (en 282 dagen) haar vijfde enkelspeltitel op Wimbledon. Daarmee is zij tot op heden de oudste winnares op Wimbledon. Zij won tweemaal het kampioenschap in het vrouwendubbelspel en zevenmaal in het gemengd dubbelspel, maar aangezien deze toernooien niet op Wimbledon zelf plaatsvonden, genieten zij niet diezelfde erkenning. In 1912, toen ze 41 jaar oud was, was zij nog steeds een sterke speelster en bereikte opnieuw de finale van Wimbledon.
Mevrouw Cooper-Sterry bleef actief als wedstrijdspeler en nam nog aan toernooien deel toen zij al een eind in de vijftig was. Haar man Alfred Sterry werd voorzitter van de Lawn Tennis Association, hun zoon Rex werd vicevoorzitter van de All England Club en hun dochter Gwen was ook een begenadigd tennisspeelster, die aan Wimbledon deelnam en speelde in het Britse Wightman Cup-team.
In 1966 overleed Charlotte Cooper-Sterry op 96-jarige leeftijd in Helensburgh (Schotland).
In 2013 werd zij opgenomen in de prestigieuze internationale Tennis Hall of Fame.

## Belangrijke titels en finales
Olympische Spelen
- Winnares enkelspel: 1900
- Winnares gemengd dubbelspel: 1900

Wimbledon
- Winnares enkelspel: 1895, 1896, 1898, 1901, 1908
- Finaliste enkelspel: 1897, 1899, 1900, 1902, 1904, 1912
- Finaliste damesdubbelspel: 1913